# Skogsbygdens församling
Skogsbygdens församling var en församling i Skara stift och i Vårgårda kommun. Församlingen uppgick 2006 i Nårunga församling.

## Administrativ historik
Församlingens dopbok finns från 1713 och husförhörsbok från 1724. Namnet var före 21 oktober 1910 Nårska Skogsbygdens församling (tidigare Norska Skogsbygdens församling). 
Församlingen var till 2002 annexförsamling i pastoratet Nårunga, Skogsbygden, Ljur, Ornunga, Kvinnestad och Asklanda. Mellan 2002 och 2006 ingick församlingen i Vårgårda pastorat för att 2006 uppgå i Nårunga församling.

## Kyrkor
Församlingen hade ingen egen kyrka utan utnyttjade Nårunga kyrka.